# Leonardo Bruni
Leonardo Bruni (Arezzo, circa 1370 – Florence, 9 maart 1444) was een Italiaanse humanist en historicus. 
Hij schreef het twaalfdelige "De Geschiedenis van het Florentijnse Volk" (Historiarium Florentinarum Libri XII), dat beschouwd wordt als het eerste moderne geschiedwerk, omdat het zich op een aantal punten onderscheidt van de middeleeuwse historiografie.
Het werk concentreert zich op het politieke vlak, waarbij burgerlijke trots en patriottisme centraal staan, dit in tegenstelling tot de middeleeuwse aandacht voor het religieuze. Bruni hanteert een periodisering op basis van republikeinse vrijheid, die losstaat van een middeleeuws-christelijke indeling op basis van de Bijbel. 
Zijn stijl en inhoud worden gekarakteriseerd door een imitatie van het klassieke model, met het vermelden van redevoeringen in gepolijst Latijns proza en aandacht voor vorm. 
De geschiedschrijving van Bruni staat dus niet langer in dienst van God, maar in dienst van de stadstaat.
Verder stelde hij, in navolging van de klassieke Romein Cicero, het humanisme in dienst van de maatschappij. (Civic Humanism)